# その他の醸造酒
その他の醸造酒（そのたのじょうぞうしゅ）は、日本の酒税法（昭和28年2月28日法律第6号）および関連法令上の酒の分類。酒の分類方法としては酒税法上の分類以外に、製造方法による分類の大きく2種類があり、本項では前者の分類方法に基づき解説する。

## 概要
2006年（平成18年）の所得税法等の一部を改正する等の法律（同年3月31日公布）の成立を受け、酒税関連法令が改正されたことによって「その他の醸造酒」区分が新設され、同年5月1日より施行した。
　イ　清酒

　ロ　果実酒

　ハ　その他の醸造酒

(...)

- 酒税法における酒類の4分類[5]
  - 発泡性酒類 - ビール、発泡酒、その他発泡性酒類[4]
  - 醸造酒類[4]
    - 清酒
    - 果実酒（ワインなど）
    - その他の醸造酒

  - 蒸留酒類 - ウィスキー、スピッツなど[4]
  - 混成酒類 - みりん、リキュールなど[4]

上述の4分類は製法や性状が異なることから、この4分類ごとに適用される税率設定を変えることを原則としている。今日における「その他の醸造酒」に相当する酒類は、2006年改正以前「雑酒 - その他の雑酒」として区分されていたが、この区分の一部を当改正によって切り出して再編成している。
類語として「その他の発泡性酒類」があるが、これはその他の醸造酒が属する「醸造酒類」ではなく、「発泡性酒類」に分類される。その他の醸造酒は「発酵」かつ「アルコール分が20度未満」を要件とする一方、その他の発泡性酒類は「発泡」かつ「アルコール分が10度未満」と定義に違いがある。
酒税法 第23条が具体的な税率（1キロリットルあたり）を定めており、2020年1月現在、その他の醸造酒は14万円となっている。なお、同じ醸造酒類に分類される清酒は12万円、果実酒は8万円となっており、その他の醸造酒よりも税率が軽減されている。
また、商品表示義務についても、清酒や果実酒とその他の醸造酒では異なる。たとえば清酒の場合、吟醸酒や純米酒など製法の違いによって細かく表示を分ける必要がある（平成元年11月22日国税庁告示第8号）。また果実酒に分類されるワインも原材料のブドウの産地や、ワイン製造地などを基準に商品表示に規制がかかっている（平成27年10月30日国税庁告示第18号、2018年10月からルール適用開始）。しかし、その他の醸造酒についてはこれらの表示個別規定は設けられていない。

## 主な商品
- どぶろく - 清酒と同じく米、米麹を原料として発酵させたもので、「こす」工程がないもの[14]。
- いわゆる第三のビールの一部 - ビール会社が製造販売する、ビールに性質が類似するアルコール飲料の内、麦をまったく使わず、とうもろこしや豆類等のその他の穀物を原料とする醸造酒。
- 黄酒 - 主に中華人民共和国で生産される、米を原料とする醸造酒。
- 蜂蜜酒 - 主に欧州で生産される、蜂蜜を原料とする醸造酒。